# De Wolden
De Wolden  è una municipalità dei Paesi Bassi di 23 549 abitanti situata nella provincia di Drenthe.
Creata il 1º gennaio 1998, il suo territorio è stato definito dall'unione del territorio delle ex-municipalità di Ruinerwold e De Wijk e di parte del territorio di Ruinen e Zuidwolde.

## Suddivisioni
Abitanti villaggi al 1º gennaio 2004: 
| Zuidwolde       | 5420 |
| Ruinen          | 2740 |
| De Wijk         | 2470 |
| Ruinerwold      | 2400 |
| Koekange        | 1060 |
| Alteveer        | 630  |
| Kerkenveld      | 450  |
| Drogteropslagen | 290  |
| Veeningen       | 290  |
| Oosteinde       | 280  |
| Ansen           | 220  |
| Echten          | 200  |

| Fort          | 200 |
| Berghuizen    | 180 |
| Koekangerveld | 140 |
| Haakswold     | 130 |
| Leeuwte       | 100 |
| Eursinge      | 80  |
| Linde         | 80  |
| Oldenhave     | 80  |
| Weerwille     | 80  |
| Hees          | 60  |
| Ruinerweide   | 10  |

Fonte: CBS